# میسترنا
میسترنا (به سوئدی: Mysterna) یک منطقهٔ مسکونی در سوئد است که در بخش یوتبری واقع شده‌است. میسترنا ۱٫۰۷ کیلومتر مربع مساحت و ۳٬۴۱۸ نفر جمعیت دارد.